# Gerhard-Rohlfs-Straße (Bremen)
Die Gerhard-Rohlfs-Straße ist als Teil einer Fußgängerzone die Haupteinkaufsstraße in Bremen-Vegesack.
Sie führt in Ost-West-Richtung vom Fährgrund/Lindenstraße vorbei am Sedanplatz bis zur Breiten Straße/Sagerstraße.
Die Fußgängerzone wird gebildet aus der Gerhard-Rohlfs-Straße, Teilen der Breiten Straße und der östlichen Reeder-Bischoff-Straße, die zum Vegesacker Hafen, zum Bahnhof Vegesack und zum Einkaufszentrum Haven Höövt Vegesack führt.
Die Querstraßen wurden u. a. benannt als Fährgrund nach einer Flur, die in ein Tal zur Fähre führt, Bermpohlstraße nach dem Vegesacker Navigationslehrer Adolph Bermpohl (1833–1887), Halenbeckstraße nach dem Heimatforscher und Schriftsteller Lüder Halenbeck (1841–1895), Kimmstraße nach dem Baumeister Johann Friedrich Kimm, der die Straße 1840 anlegte, Gerhard-Rohlfs-Passage, Breite Straße, wo Alt- und Neuvegesack aneinander grenzten und Sagerstraße nach den Schiffbauern Jürgen Sager (1777–1854) und Peter Sager (1809–1869).

## Geschichte

### Name
Die Straße hieß zuerst Langenstraße.
Sie erhielt 1910 ihren Namen nach dem Afrikaforscher und Schriftsteller Gerhard Rohlfs (1831–1896), dessen Geburtshaus in dieser Straße gestanden hat (heute Nr. 58). Seine wissenschaftlich wahrscheinlich bedeutsamste Expedition führte Rohlfs von 1873 bis 1874 im Auftrag des ägyptischen Khediven Ismail Pascha durch.

### Geschichte
Von 1618 bis 1623 wurde der Vegesacker Hafen angelegt, der zu Bremen gehörte. Darum entwickelte sich vor allem nach Westen das Dorf Vegesack, das 1741, jedoch ohne den Hafen, an das Kurfürstentum Hannover kam, 1803 wieder bremisch und 1852 zur Stadt wurde. Nach 1773 wurde von Kur-Hannover ein Plan zur Besiedlung der Heideflächen zwischen Fähr und dem Hafen Vegesack entwickelt, der etwa ab 1780 langsam vom Fährgrund bis zur Breiten Straße als Neu-Vegesack realisiert wurde.
Die Gerhard-Rohlfs-Straße, damals Lange(n)straße, entwickelte sich im 19. Jahrhundert neben der Reeder-Bischoff-Straße und der Weserstraße zu den frühen Hauptstraßen von Vegesack. Die Lange Straße war ursprünglich eine Linden-Allee mit einer zweigeschossigen Wohnbebauung. In Ermangelung verkehrlicher Alternativen wurde der Verkehr nach Blumenthal noch bis in die 1960er Jahre auch durch die Gerhard-Rohlfs-Straße geführt.
In Nr. 67 befand sich in der Gastwirtschaft Tonhalle das erste dauerhaft bespielte Stadttheater in Vegesack, das seit 1911 auch als Kino genutzt wurde. Es wurde 1961 abgerissen um einem Kaufhaus Platz zu machen, das seinerseits 2012 einem Neubauprojekt gewichen ist.
Der Sedanplatz wurde um 1890 angelegt, nachdem das alte Armenhaus abgerissen und eine Mühle abgebrannt war. Der Platz wurde für Kundgebungen genutzt und während der NS-Zeit auch als Aufmarschplatz. Hier findet traditionell im September der Vegesacker Markt statt. Nach 1945 war er ein großer Stellplatz für PKWs, der auch bereits für den Grün-/Wochenmarkt genutzt wurde. Erst mit der städtebaulichen Sanierung, beginnend ab den 1970er Jahren von vor allem Alt-Vegesack setzte sich die Idee durch, dass die Gerhard-Rohlfs-Straße eine Fußgängerzone werden sollte. Zunächst wurde der Sedanplatz nach dem Bau einer Tiefgarage 1974/75 zur ersten Fußgängerzone.
Nach einem Wettbewerb von 1982, den die Architekten Goldapp+Klumpp gewannen, entstand die Planung für eine neue Gestaltung der Gerhard-Rohlfs-Straße. Mit einem Asphaltband, Betonplatten und Kleinpflasterstreifen, mit mittig angeordneten Bäumen sowie Bänken und Kunstobjekten entstand die neue Fußgängerzone in den 1980er Jahren aus Mitteln u. a. der Städtebauförderung.

## Gebäude und Denkmale

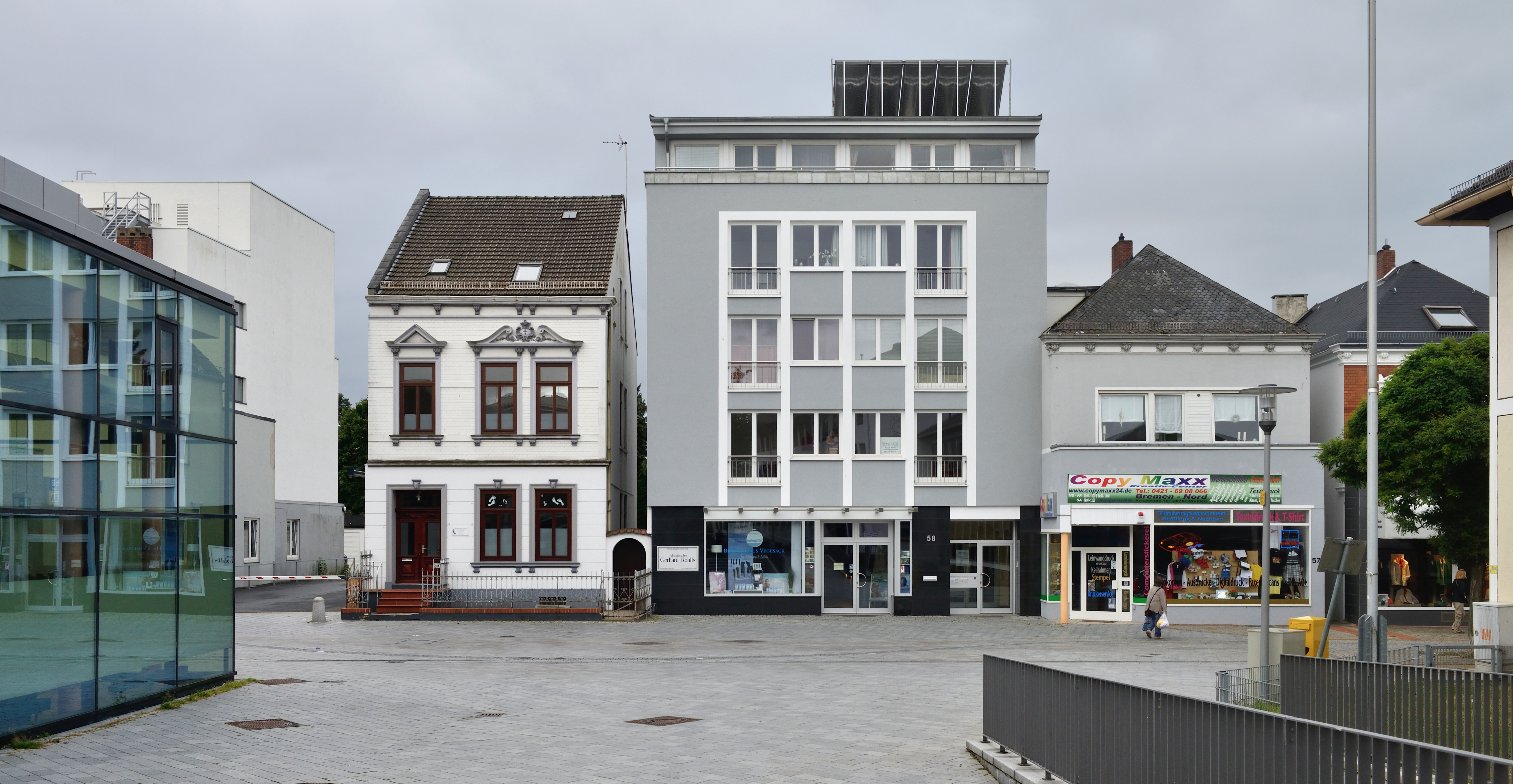
Nr. 58

### Gebäude
An der Gerhard-Rohlfs-Straße befinden sich ein- bis viergeschossige Gebäude, zumeist Geschäfts- und Wohnhäuser, eine Reihe von Banken sowie auch Bürohäuser. Einige Gebäude stammen aus der Gründerzeit.
- Nr. 12: Filiale der Sparkasse Bremen
- Nr. 15: Gerhard-Rohlfs-Apotheke
- Nr. 16A: Aesculap-Apotheke
- Nr. 20: Haus der Sparda-Bank
- Nr. 29: Volksbank Bremen-Nord
- Nr. 32: 3-gesch. Finanzamt Bremen-Nord
- Nr. 54: 4-gesch. Geschäftshaus mit der Bermpohl Apotheke
- Nr. 58: 4-gesch. Geschäftshaus mit Plakette; hier stand das Geburtshaus von Gerhard Rohlfs.
- Nr. 67: Früherer Standort der Gastwirtschaft Tonhalle, seit 1911 auch Kino, 1961 abgerissen; heute Kaufhaus Woolworth
- Nr. 73: 3-gesch. Haus aus der Gründerzeit

Am Sedanplatz (siehe Hauptartikel Sedanplatz) stehen u. a.
- das Gustav-Heinemann-Bürgerhaus von 1977,
- davor eine Figurengruppe Zu zweit allein aus Bronze von Waldemar Otto
- die Vegesacker Markthalle von 2007,
- Nr. 62: ein ehemaliges Kaufhaus (Hertie) von 1969, nach Umbau seit 2012 Stadthaus/Ortsamt Vegesack mit Standesamt Bremen-Nord

### Denkmale (von West nach Ost)

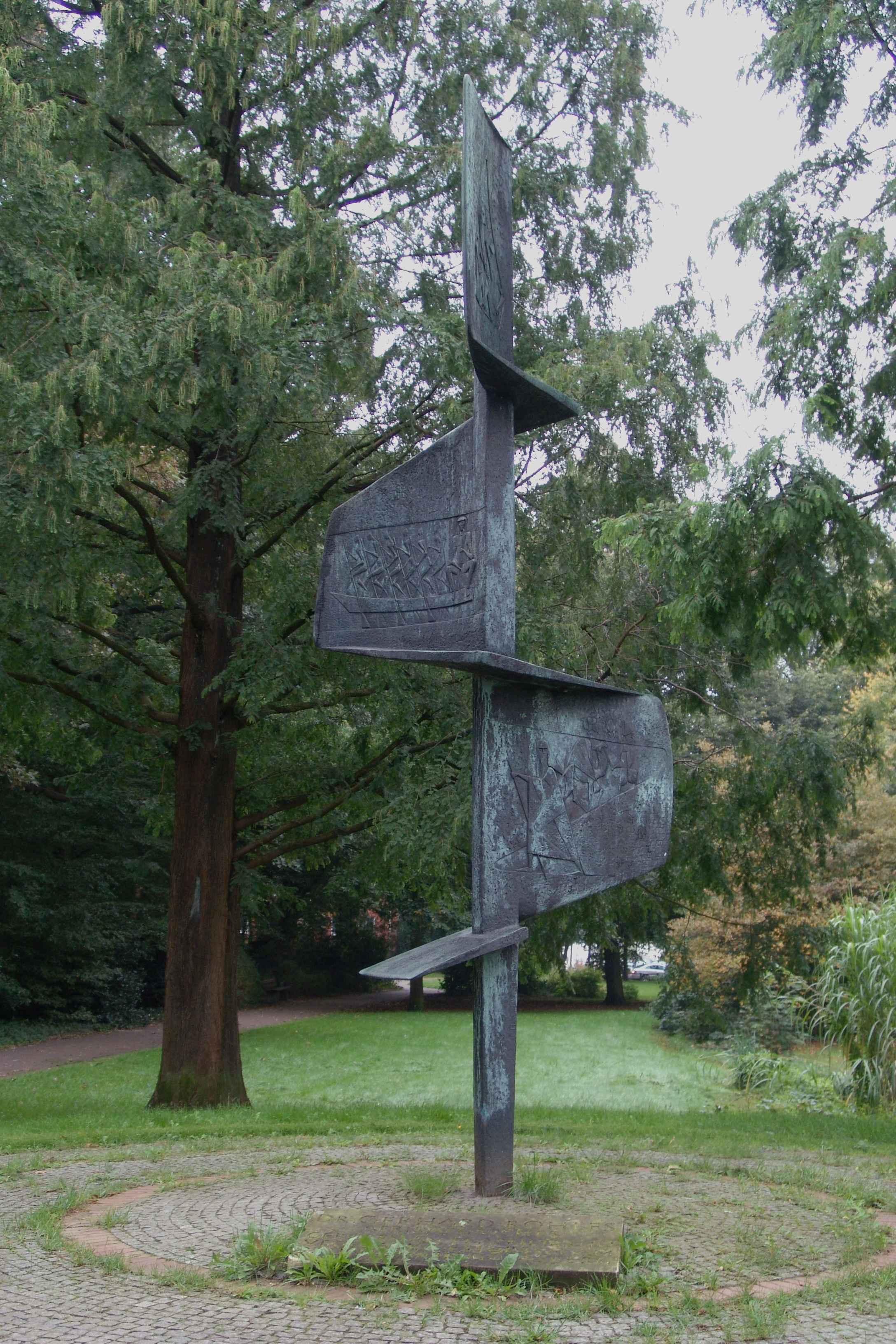
Gerhard-Rohlfs-Denkmal

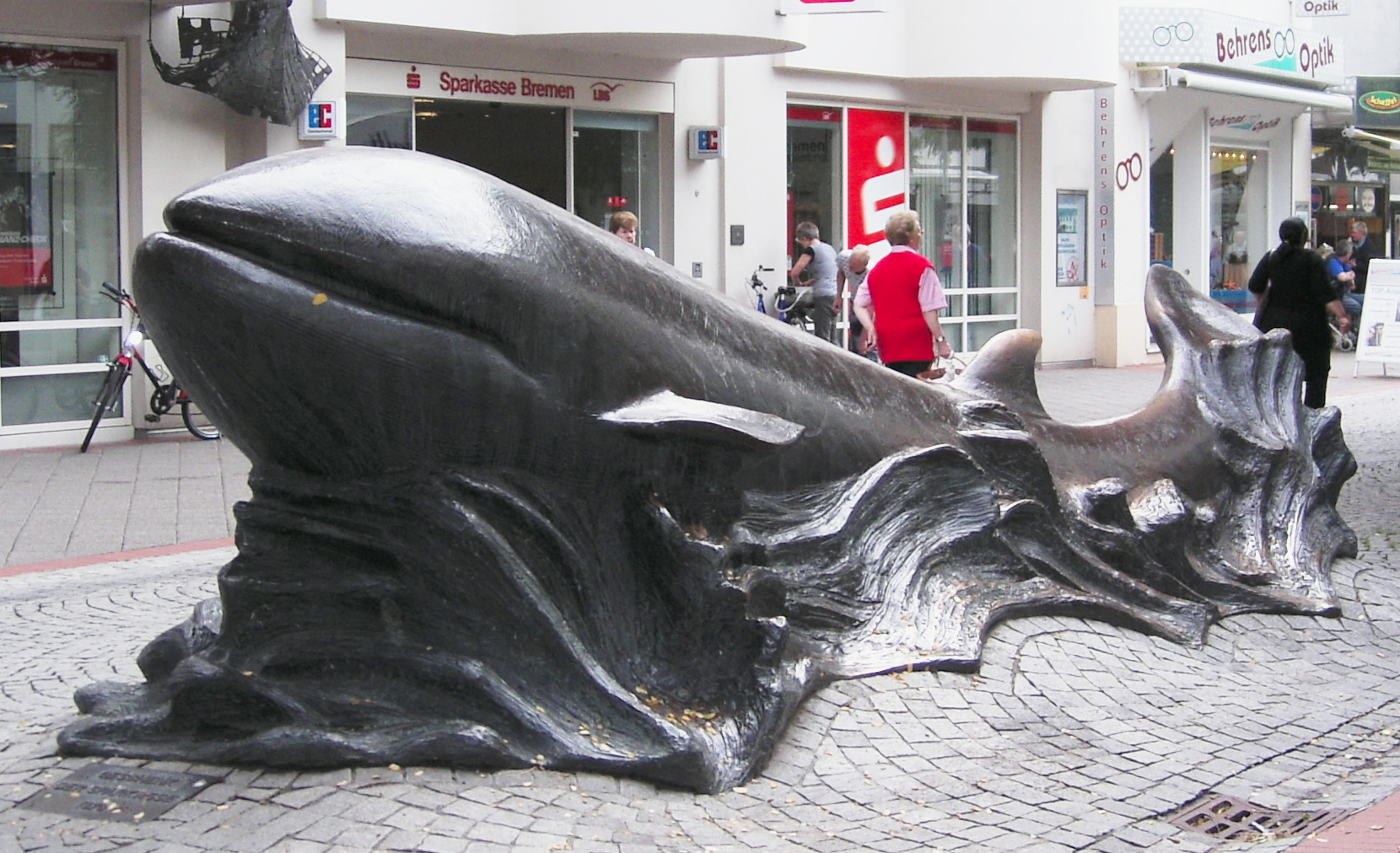
Wal in Vegesack

- Ecke Fährgrund (Freifläche), Bronzesäule als Denkmal für Gerhard Rohlfs von Paul Halbhuber, 1961
- Um Nr. 6: Der Schneckenmann, eine raumgreifende männliche Figur von Jürgen Knapp, Kalkstein, 1985
- Um Nr. 8: Keramikstein,
- Um Nr. 8: Frauenskulptur von Christa Baumgärtel, Sandstein, um 1985
- Um Nr. 10: Skulptur ohne Titel von Jürgen Cominotto, Sandstein, 1985
- Um Nr. 12: Der Wal in Vegesack von Uwe Hässler, Bronze, 1980, Stiftung der Sparkasse Bremen
- Nr. 12–14: Der Netzeflicker von Frank Bohlmann, Bronze, 1988, Stiftung der Sparkasse Bremen
- Nr. 12–14: Der Ausrufer von Hans-J. Müller, Bronze, 1988, Stiftung der Sparkasse Bremen
- Nr. 12–14: Zur Geschichte von Vegesack von Andreas Frömberg, Bronze, 1988, Stiftung der Sparkasse Bremen
- Nr. 12–14: Relief zur Geschichte von Vegesack von Dorothea Muszynski, Bronze, 1988, Stiftung der Sparkasse Bremen
- Gerhard-Rohlfs-Straße/Sagerstraße: Eingewachsene Zeit. ein Skulpturen-Ensemble von Hawoli aus Metall, Granit und einem Poller, 1985